# Можжевельник калифорнийский
Можжевельник калифорнийский (лат. Juniperus californica) — вид растений рода Можжевельник семейства Кипарисовые.

## Распространение
Встречается в юго-западной части Северной Америки. В естественных условиях растёт на высотах 750—1600 м над уровнем моря.

## Описание
Кустарники или деревья. Это в основном двудомные, а около 2 % растений однодомные. Вырастает до 8—10 м . Шишкоягоды голубовато-коричневые с серо-голубым налетом, на ножках 0,9-1 см, круглые. Хвоя светло-зелёная, 0,3-0,5 см длиной. Кора шелушащаяся, серая. Древесина дерева устойчива против гниения. В посадках весьма декоративен.